# Lars Amenda
Lars Amenda (* 1970 in Elmshorn) ist ein deutscher Historiker.

## Biographie
Lars Amenda studierte zunächst Philosophie und von 1994 bis 2000 Geschichte, Politikwissenschaft und Neuere deutsche Literatur in Hamburg. Von 1996 bis 1998 war er studentischer Mitarbeiter in der KZ-Gedenkstätte Neuengamme und im Jahr 2000 des Museumshafens Övelgönne. Von 2001 bis 2004 war er Promotionsstipendiat der Heinrich-Böll-Stiftung. Er war als Gastwissenschaftler am Deutschen Historischen Institut London, dem Deutschen Historischen Institut Washington und dem Bryn Mawr College (Growth and Structure of Cities Programme) tätig sowie von 2006 bis 2008 als Wissenschaftlicher Mitarbeiter der Forschungsstelle für Zeitgeschichte in Hamburg.
Von 2008 bis 2010 arbeitete Amenda an dem Buchprojekt China in Hamburg für die Zeit-Stiftung Ebelin und Gerd Bucerius und war Mitglied im Niedersächsischen Forschungskolleg Nationalsozialistische „Volksgemeinschaft“?: Konstruktion, gesellschaftliche Wirkungsmacht und Erinnerung vor Ort. Seine weiteren Stationen waren die Universität Osnabrück (2008–2013) und von 2016 bis 2017 das Museum für Hamburgische Geschichte. Von 2015 bis 2017 erforschte er gemeinsam mit Oliver Leibbrand das Leben von Fahrradpionier Gregers Nissen. Von 2018 bis 2019 war er freier Wissenschaftlicher Mitarbeiter des Konfuzius-Instituts an der Universität Hamburg und Kurator der Ausstellung Heizer, Köche & Container. China in Hamburg im Hafenmuseum Hamburg. 2022 war er freier Mitarbeiter des Sportmuseums Berlin.
Amenda, der selbst ein aktiver Radsportler ist, engagiert sich darüber hinaus im Vorstand eines der ältesten aktiven Radsportvereine der Welt, des Altonaer Bicycle-Clubs von 1869/80, dessen Geschichte er auch erforscht. Er ist zudem Gründungsmitglied des netzwerks fahrrad/geschichte (2019/20), eines Zusammenschlusses von Interessierten an der Geschichte des Radfahrens und Radsports.

## Publikationen (Auswahl)
- ZEIT-Stiftung Ebelin und Gerd Bucerius (Hrsg.): China in Hamburg. Ellert & Richter, Hamburg 2011, ISBN 978-3-8319-0453-2.
- Mit Oliver Leibbrand: Gregers Nissen. Fahrradpionier und Reiseschriftsteller. Hrsg.: Verein Nordfriesisches Institut. Bräist/Bredstedt, NF 2017, ISBN 978-3-88007-414-9.
- St.-Pauli-Archiv (Hrsg.): Heizer, Köche & Container: China in Hamburg. Begleitbroschüre zur Ausstellung = Guo lu gong, chu shi he ji zhuang xiang: Zhong guo zai Han bao. 2018.
- Strich durch die Rechnung. Der UFA-Film mit Heinz Rühmann und die Radrennbahn Forst (Lausitz). Netzwerk Fahrrad/Geschichte e.V., Hamburg 2020, ISBN 978-3-949139-00-0.
- Mit Gert Nissen: „Der schwerste Radfahrer der Welt!“ Emil Naucke und die Unterhaltungskultur im späten 19. Jahrhundert. Netzwerk Fahrrad/Geschichte e.V., Hamburg 2021, ISBN 978-3-949139-03-1.
- Mit Gert Nissen: Das Fahrrad im Norden. Flensburg und Umgebung von 1869 bis heute. Hrsg.: Gesellschaft für Flensburger Stadtgeschichte (= Schriftenreihe der Gesellschaft für Flensburger Stadtgeschichte. Band 87). Flensburg 2021.
- Mit Gert Nissen: Harro Feddersen. Fahrradpionier und Fahrradhändler. Netzwerk Fahrrad/Geschichte e.V., Hamburg 2022, ISBN 978-3-949139-06-2.
- Mit Gert Nissen: Grindelbergbahn. Radsport und Gesellschaft in Hamburg 1885–1906 (= ABC-Forschungen zur Fahrrad- und Radsportgeschichte. Band 3). Netzwerk Fahrrad/Geschichte e.V., Hamburg 2022, ISBN 978-3-949139-07-9.
- Mit Gert Nissen: SC Hamm 02. Die Geschichte des Sportvereins aus Hamburg-Hamm. Hrsg.: Sport-Club Hamm von 1902 e.V. Netzwerk Fahrrad/Geschichte e.V., Hamburg 2023, ISBN 978-3-949139-09-3.
- Tourismusverband Hamburg e.V. (Hrsg.): 125 Jahre Tourismusverband Hamburg. Hamburg 2024 (tourismusverband-hamburg.de [PDF]).
- Des montagnes à la mer. Tourisme et voyages à bicyclette en Europe dans une perspective (trans)nationale 1880-1900. In: Gil Mayencourt et.al (Hrsg.): Pouvoir et emprise du sport. Pour une histoire croisée du tourisme et du sport depuis le XIXe siècle. Alphil éditions, 2024, ISBN 978-2-88930-596-4, S. 317–338 (französisch).
- „Herrinnen unserer Maschine“. Amalie Rother und das Fahrrad als Vehikel des Feminismus in Deutschland um 1900. In: Georg Spitaler/Petra Sturm (Hrsg.): Sport und Feminismus. Gesellschaftspolitische Geschlechterdebatten vom Fin de Siècle bis heute. Campus, Frankfurt am Main/New York 2025, S. 69–81.